# Lewis Perdue
Lewis Perdue (* 1. Mai 1949 in Greenwood, Mississippi) ist ein US-amerikanischer Schriftsteller. Er schreibt vorwiegend Romane, die Verschwörungstheorien und Korruption zum Thema haben.

## Leben
Perdue studierte Biologie und Biophysik an der Cornell University, die er 1972 abschloss. Er lebt in Sonoma in Kalifornien.
Perdue verklagte den Autor Dan Brown auf ca. 150 Mio. US$ Schadensersatz, weil er Ähnlichkeiten zwischen seinem Buch Daughter of God und Browns Sakrileg sah. Die Klage wurde abgewiesen.

## Werke
- 2000 – Daughter of God
- The Delphi Betrayal
- Die Da-Vinci-Verschwörung (The Da Vinci Legacy)